# 미르자 좀바

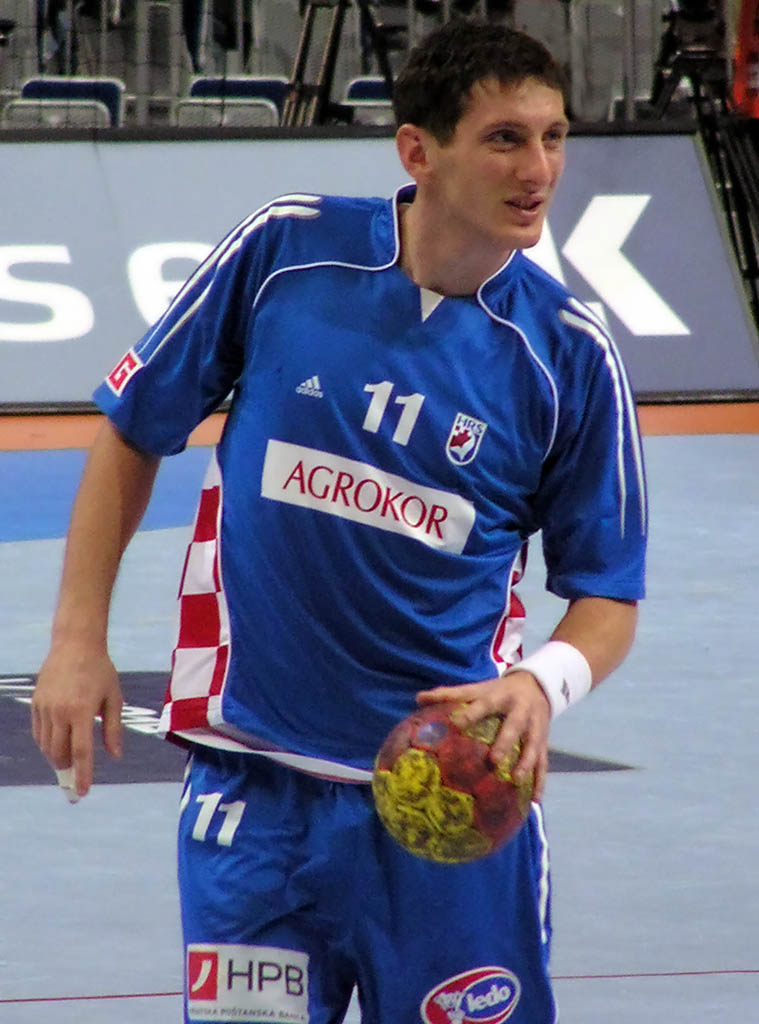
2007년 세계 선수권 대회 당시의 좀바

미르자 좀바(크로아티아어: Mirza Džomba, 1977년 2월 28일~)는 크로아티아의 핸드볼 선수로 포지션은 라이트윙이다. 현역 시절 BM 시우다드 레알의 일원으로 EHF 챔피언스리그에 6회 참가하여 1회 우승을 차지했다. 국제 대회에 크로아티아 국가대표로 활악하여 2004년 하계 올림픽에서 금메달을 획득했다.